# Kalianyar (Kertosono)
Kalianyar is een bestuurslaag in het regentschap Nganjuk van de provincie Oost-Java, Indonesië. Kalianyar telt 1874 inwoners (volkstelling 2010).